# Гренсе Якобсельв
Grense Jakobselv (Скольт-саамська: Vue'rjemjokk півн.-саам. Vuorjánjohka фін. Vuoremijoki) — невелике село в муніципалітеті Сьор-Варангер у лені Тромс-ог-Фіннмарк у Норвегії. Розташований на березі Баренцева моря в гирлі річки Якобсельва. Розташоване за 54 км на схід від міста Кіркенес. Ці землі було заселено норвежцями 1851 року.

## Кордон з росією

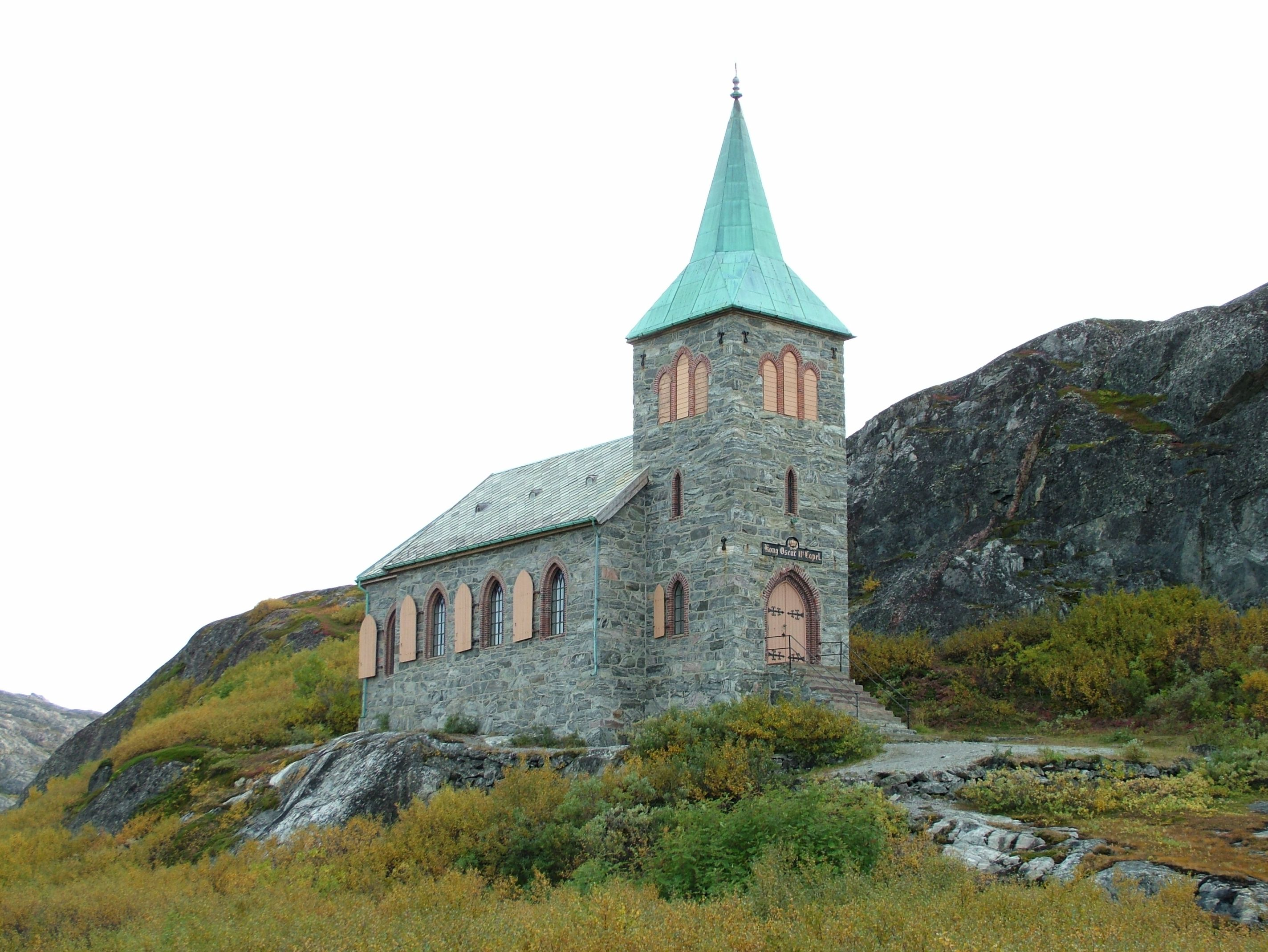
Каплиця короля Оскара II

Річка Якобсельва утворює кордон з Росією, зі східного боку Гренсе Якобсельва. Тут знаходиться пост гарнізону Сьор-Варангер норвезької армії, звідки солдати патрулюють кордон. Однак, у районі немає державного кордону.

23 вересня 2023 року правоохоронці Норвегії затримали в цьому селі російського терориста-найманця Андрія Медведєва, коли він намагався втекти до Росії, боячись екстрадиції до України.

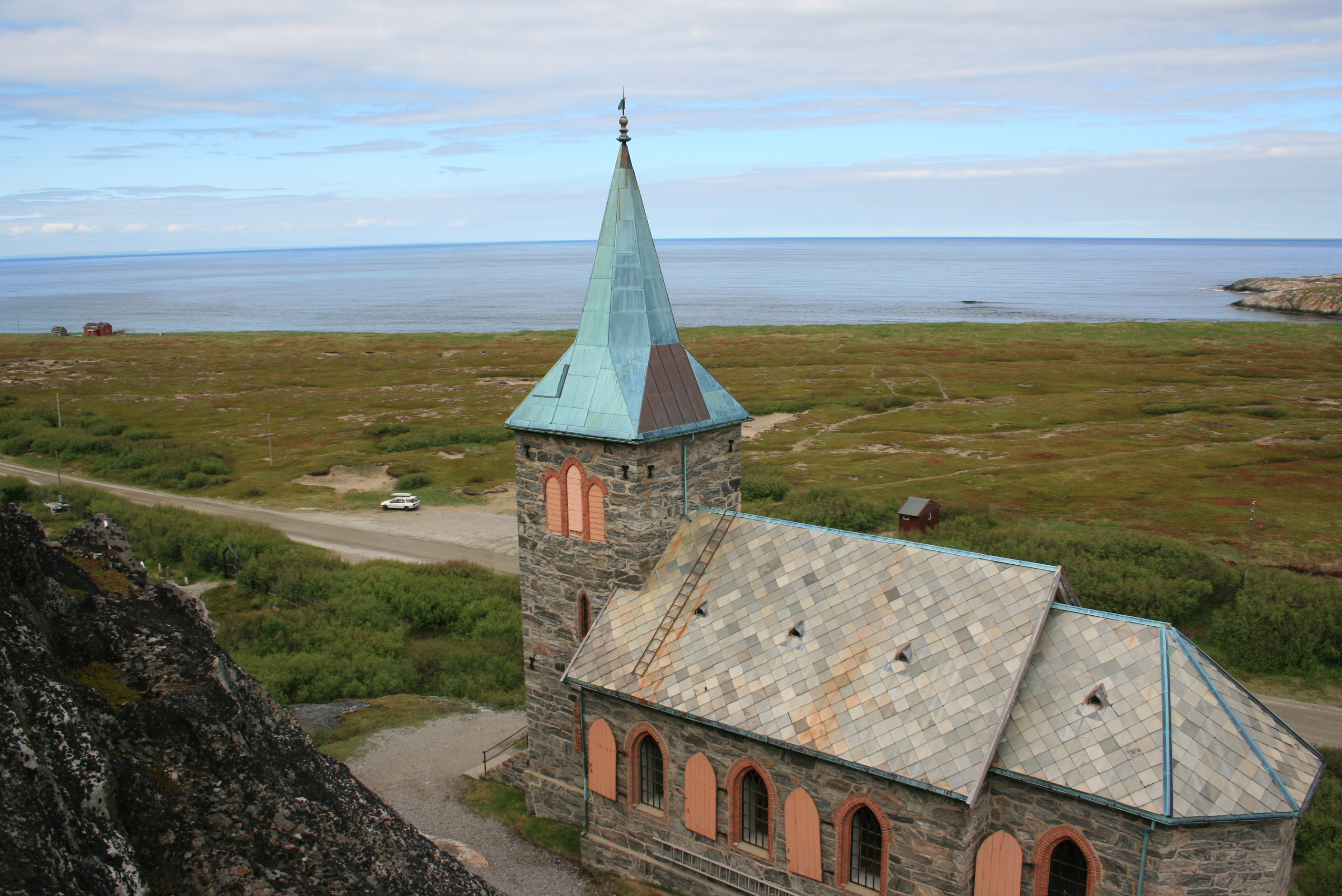
Вид на каплицю

## Каплиця короля Оскара II
У селі є кам'яна Каплиця короля Оскара II 1869 року. Церкву було побудовано для посилення територіальних претензій Норвегії на ці землі. 1873 року її назвали на честь короля Швеції та Норвегії Оскара II, коли він відвідав ці місця.

## Відстань від Осло
Гренсе Якобсельв — це точка в материковій Норвегії, найвіддаленіша національною дорогою від столиці Норвегії Осло. Це 2465 км дороги, що пролягає територією Норвегії. З урахуванням міжнародних маршрутів відстань становить приблизно 1955 км (на 510 км менше), якщо їхати сусідніми Швецією та Фінляндією. Таким чином, Гамвік став би найвіддаленішим місцем від Осло (2040 км).